# Antony Starr
Antony Starr (ur. 25 października 1975 w Auckland) – nowozelandzki aktor, który wystąpił m.in. w serialach Do diabła z kryminałem, Banshee i The Boys.

## Życiorys

### Wczesne lata
Urodził się i wychowywał w Nowej Zelandii. Od zawsze chciał zostać policjantem. Raz spędził 18 miesięcy na snowboardzie w Norwegii. Opanował język indonezyjski, norweski i hiszpański. W latach 1995–1996 uczył się aktorstwa w Maura Fay Casting Workshop w Sydney.

### Kariera
W 1995 trafił na szklany ekran w jednym z odcinków serialu Xena: Wojownicza księżniczka - pt. „Hooves and Harlots”. Wkrótce przyjął rolę Stratforda Wilsona w serialu Shortland Street (2000–2002), a następnie jako Todd Van der Velter w serialu Klinika Mercy Peak (2001–2003).
W 2004 zadebiutował w filmie fabularnym W kryjówce mojego ojca u boku Matthew Macfadyena i Mirandy Otto. Wystąpił na scenach teatralnych w dwóch przedstawieniach: Closer w Silo Theatre w Auckland i Seks z nieznajomymi (Sex with Strangers) w Herald Theatre.
Za podwójną rolę identycznych bliźniaków o kontrastujących osobowościach -  prawnika i przedsiębiorcy Jethro i ograniczonego umysłowo próżniaka Van Westa w nowozelandzkim serialu Do diabła z kryminałem (2005–2010) otrzymał nagrodę Air New Zealand, Qantas Film and Television Awards oraz trzy lata z rzędu zdobył People’s Choice Award, nagrodę przewodnika telewizyjnego „TV Guide” jako „Najseksowniejszy mężczyzna w Nowej Zelandii”. Drugoplanowa rola Jeremy’ego Kinga w dramacie australijskim Gdybyś tu był (2012) przyniosła mu nagrodę Australian Academy of Cinema and Television Arts Awards (AACTA Awards) i Film Critics Circle of Australia.
W latach 2013–2016 grał postać Lucasa Hooda w serialu Banshee, gdzie podczas kręcenia zdjęć do pilota tej produkcji telewizyjnej, założono mu sześć szwów, naciągnął ścięgna i zranił łokieć.

## Wybrana filmografia
| Rok  | Tytuł                  | Tytuł oryginalny           | Rola                  |
| ---- | ---------------------- | -------------------------- | --------------------- |
| 2003 | Terror Peak            |                            | Jason                 |
| 2003 | Skin i Bone            |                            | Seymour Collins       |
| 2004 | Wiosła w dłoń          | Without a Paddle           | Billy Newwood         |
| 2004 | W kryjówce mojego ojca | In My Father's Den         | Gareth                |
| 2004 | Nie tylko, ale zawsze  | Not Only But Always        | taksówkarz            |
| 2005 | Prawdziwa historia     | The World's Fastest Indian | Jeff                  |
| 2006 | Nr 2                   | No. 2                      | Shelly                |
| 2010 | Po wodospadzie         | After the Waterfall        | John Drean            |
| 2010 | Szpiedzy i kłamstwa    | Spies and Lies             | Sydney Ross           |
| 2012 | Gdybyś tu był          | Wish You Were Here         | Jeremy King           |
| 2019 |                        | Gutterbee                  | Mike Dankworth McCoid |
| 2023 | Przymierze             | The Covenant               | Parker                |

| Rok        | Tytuł                        | Tytuł oryginalny       | Rola                                          |
| ---------- | ---------------------------- | ---------------------- | --------------------------------------------- |
| 1995, 1996 | Xena: Wojownicza księżniczka | Xena: Warrior Princess | Mesas, David (role gośc.)                     |
| 2000-2002  | Shortland Street             |                        | Stratford Wilson                              |
| 2001-2003  | Klinika Mercy Peak           | Mercy Peak             | Todd Van der Velter                           |
| 2005-2010  | Do diabła z kryminałem       | Outrageous Fortune     | Van West/Jethro West                          |
| 2011       | Gliniarze z Melbourne        | Rush                   | Charlie Lewis                                 |
| 2012       | Tricky Business              |                        | Matt Sloane                                   |
| 2013–2016  | Banshee                      |                        | Bezimienny były skazaniec / Szeryf Lucas Hood |
| od 2019    | The Boys                     |                        | Homelander                                    |